# Process design kit
Un kit de disseny de processos (amb acrònim anglès PDK) és un conjunt de fitxers utilitzats a la indústria dels semiconductors per modelar un procés de fabricació de les eines de disseny utilitzades per dissenyar un circuit integrat. El PDK és creat per la foneria definint una certa variació tecnològica per als seus processos. Després es passa als seus clients per utilitzar-los en el procés de disseny. Els clients poden millorar el PDK, adaptant-lo als seus estils de disseny i mercats específics. Els dissenyadors utilitzen el PDK per dissenyar, simular, dibuixar i verificar el disseny abans de tornar el disseny a la foneria per produir xips. Les dades del PDK són específiques de la variació del procés de la foneria i s'escullen al principi del procés de disseny, influenciades pels requisits del mercat per al xip. Un PDK precís augmentarà les possibilitats d'èxit de silici de primer pas.

## Descripció
Les diferents eines del flux de disseny tenen diferents formats d'entrada per a les dades PDK. Els enginyers de PDK han de decidir quines eines donaran suport als fluxos de disseny i crear les biblioteques i els conjunts de regles que donen suport a aquests fluxos.
Un PDK típic conté:
- Una biblioteca de dispositius primitius
  - Símbols
  - Paràmetres del dispositiu
  - Cèl·lules PC
- Comprovacions de verificació
  - Comprovació de regles de disseny
  - Maquetació versus esquema
  - Comprovació d'antena i regla elèctrica
  - Extracció física
- Dades tecnològiques
  - Capes, noms de capes, parells capa/propòsit
  - Colors, farcits i atributs de visualització
  - Restriccions del procés
  - Normes elèctriques
- Fitxers de regles
  - LEF
  - Formats de regles dependents de l'eina
- Models de simulació de dispositius primitius (derivats SPICE o SPICE)
  - Transistors (normalment SPICE)
  - Condensadors
  - Resistències
  - Inductors
- Manual de regles de disseny
  - Una representació fàcil d'utilitzar dels requisits del procés

Un PDK també pot incloure biblioteques de cèl·lules estàndard de la foneria, un venedor de biblioteques o desenvolupades internament
- Format LEF de dades de disseny abstractes
- Símbols
- Fitxers de biblioteca (.lib).
- Dades de disseny GDSII[4]